# Fonction polylogarithme
Les polylogarithmes ne doivent pas être confondus avec les fonctions polylogarithmiques, ni avec l'écart du logarithme intégral qui possède une notation similaire.
La fonction polylogarithme (aussi connue sous le nom de fonction de Jonquière) est une fonction spéciale qui peut être définie pour tout s et |z| < 1 par :
Le paramètre s et l'argument z sont pris sur l'ensemble ℂ des nombres complexes. Les cas particuliers s = 2 et s = 3 sont appelés le polylogarithme d'ordre 2 ou dilogarithme et le polylogarithme d'ordre 3 ou trilogarithme respectivement. Le polylogarithme apparaît aussi dans la forme fermée de l'intégrale de la distribution de Fermi-Dirac et la distribution de Bose-Einstein et est quelquefois connue comme l'intégrale de Fermi-Dirac ou l'intégrale de Bose-Einstein.
Par prolongement analytique, on peut également donner un sens au polylogarithme pour |z| ≥ 1.
|         |         |         |        |        |        |        |
| Li–3(z) | Li–2(z) | Li–1(z) | Li0(z) | Li1(z) | Li2(z) | Li3(z) |

## Propriétés
Dans le cas important où le paramètre s est un nombre entier, il sera représenté par n (ou –n lorsqu'il est négatif). Il est souvent pratique de définir μ = ln(z)
où ln est la branche principale du logarithme naturel, c’est-à-dire {\displaystyle -\pi <\Im (\mu )\leq \pi }. Ainsi, toute l'exponentiation sera supposée être à valeur unique. (e.g. zs = es ln(z)).
Dépendant du paramètre s, le polylogarithme peut être à valeurs multiples.
La branche principale du polylogarithme est celle pour laquelle Lis(z) est réel pour z réel,
0 ≤ z ≤ 1 et est continu excepté sur l'axe des réels positifs, où une coupure est faite de z = 1 à l'infini telle que la coupure place l'axe réel sur le demi-plan le plus bas de z. En termes de μ, ceci s'élève à –π < arg(–μ) < π. Le fait que le polylogarithme puisse être discontinu en μ peut causer une certaine confusion.
Pour z réel et supérieur ou égal à 1, la partie imaginaire du polylogarithme est (Wood 1992) :
En traversant la coupure :
Les dérivées du polylogarithme s'expriment également avec le polylogarithme :

## Valeurs particulières
Voir aussi la section « Relation de parenté avec les autres fonctions » ci-dessous.
Pour les valeurs entières de s, on peut écrire les expressions explicites suivantes :
{\displaystyle \operatorname {Li} _{1}(z)=-\ln(1-z)}
{\displaystyle \operatorname {Li} _{0}(z)={z \over 1-z}}
{\displaystyle \operatorname {Li} _{-1}(z)={z \over (1-z)^{2}}}
{\displaystyle \operatorname {Li} _{-2}(z)={z(1+z) \over (1-z)^{3}}}
{\displaystyle \operatorname {Li} _{-3}(z)={z(1+4z+z^{2}) \over (1-z)^{4}}.}
Le polylogarithme, pour toutes les valeurs entières négatives de s, peut être exprimé comme une fraction rationnelle en z (voir les représentations en série ci-dessus). Certaines expressions particulières pour les demi valeurs entières de l'argument sont :
{\displaystyle \operatorname {Li} _{1}\left({\frac {1}{2}}\right)=\ln(2)}
{\displaystyle \operatorname {Li} _{2}\left({\frac {1}{2}}\right)={\pi ^{2} \over 12}-{1 \over 2}\ln ^{2}2}
{\displaystyle \operatorname {Li} _{3}\left({\frac {1}{2}}\right)={1 \over 24}[4(\ln 2)^{3}-2\pi ^{2}\ln 2+21\,\zeta (3)]}
où {\displaystyle \zeta } est la fonction zêta de Riemann.
De plus, on a :
{\displaystyle \operatorname {Li} _{s}(1)=\zeta (s),\ \operatorname {Li} _{s}(-1)=(2^{1-s}-1)\zeta (s),\ \operatorname {Li} _{s}(\mathrm {i} )=2^{-s}(2^{1-s}-1)\zeta (s)+\mathrm {i} \beta (s)}
où {\displaystyle \beta } est la fonction bêta de Dirichlet.
Aucune formule similaire de ce type n'est connue pour des ordres plus élevés (Lewin 1991, p. 2) ; par ailleurs, les seules valeurs connues de Li2 exprimables à l'aide des fonctions élémentaires sont les huit valeurs suivantes :
{\displaystyle \operatorname {Li} _{2}(0)=0\ ;\ \operatorname {Li} _{2}(1)={\dfrac {\pi ^{2}}{6}}\ ;\ \operatorname {Li} _{2}(-1)={\dfrac {-\pi ^{2}}{12}}\ ;\ \operatorname {Li} _{2}(1/2)={\pi ^{2} \over 12}-{1 \over 2}\ln ^{2}2}
ainsi que
{\displaystyle \operatorname {Li} _{2}\left({3-{\sqrt {5}} \over 2}\right)={\dfrac {\pi ^{2}}{15}}-\ln ^{2}\left({1+{\sqrt {5}} \over 2}\right)\ ;\ \operatorname {Li} _{2}\left({-1+{\sqrt {5}} \over 2}\right)={\dfrac {\pi ^{2}}{10}}-\ln ^{2}\left({1+{\sqrt {5}} \over 2}\right)} ;
{\displaystyle \operatorname {Li} _{2}\left({1-{\sqrt {5}} \over 2}\right)=-{\dfrac {\pi ^{2}}{15}}+{1 \over 2}\ln ^{2}\left({1+{\sqrt {5}} \over 2}\right)\ ;\ \operatorname {Li} _{2}\left({-1-{\sqrt {5}} \over 2}\right)=-{\dfrac {\pi ^{2}}{10}}+{1 \over 2}\ln ^{2}\left({1+{\sqrt {5}} \over 2}\right)}.

## Expressions alternatives
- L'intégrale de la distribution de Bose-Einstein est exprimée en termes de polylogarithme :

{\displaystyle \operatorname {Li} _{s+1}(z)\equiv {1 \over \Gamma (s+1)}\int _{0}^{\infty }{t^{s} \over \mathrm {e} ^{t}/z-1}~\mathrm {d} t\equiv {(-1)^{s} \over \Gamma (s+1)}\int _{0}^{1}{\ln(y)^{s} \over y-1/z}~\mathrm {d} y}
Celle-ci converge pour {\displaystyle \Re (s)>0} et tous les z excepté pour les z réels et supérieurs ou égaux à 1. Le polylogarithme dans ce contexte est quelquefois connu comme l'intégrale de Bose ou de Bose-Einstein.
- L'intégrale de la distribution de Fermi-Dirac est aussi exprimée en termes de polylogarithme :

{\displaystyle -\operatorname {Li} _{s+1}(-z)\equiv {1 \over \Gamma (s+1)}\int _{0}^{\infty }{t^{s} \over \mathrm {e} ^{t}/z+1}~\mathrm {d} t.}
Celle-ci converge pour {\displaystyle \Re (s)>0} et tous les z excepté pour les z réels et strictement inférieurs à –1. Le polylogarithme dans ce contexte est quelquefois connu comme l'intégrale de Fermi ou l'intégrale de Fermi-Dirac. (GNU)
- On a aussi la relation :

{\displaystyle \operatorname {Li} _{n}\left(\prod _{k=1}^{n}a_{k}\right)=\int _{0}^{a_{1}}\int _{0}^{a_{2}}\dots \int _{0}^{a_{n}}{\frac {1}{1-\prod _{k=1}^{n}x_{k}}}{\text{d}}x_{1}{\text{d}}x_{2}\dots {\text{d}}x_{n}}  où {\displaystyle n} est un entier naturel non nul, {\displaystyle a_{1},\dots ,a_{n}} sont des complexes et{\displaystyle \left|\prod _{k=1}^{n}a_{k}\right|\leq 1}
- Le polylogarithme peut plutôt être généralement représenté par une intégrale sur un contour de Hankel (Whittaker et Watson 1927).
  - Tant que le pôle t = μ de l'intégrande n'est pas relié à l'axe réel positif, et {\displaystyle s\neq 1,2,3\ldots }, on a :
{\displaystyle \operatorname {Li} _{s}(\mathrm {e} ^{\mu })={{-\Gamma (1-s)} \over {2\pi \mathrm {i} }}\oint _{H}{{(-t)^{s-1}} \over {\mathrm {e} ^{t-\mu }-1}}{\text{d}}t}
où H représente le contour de Hankel. L'intégrande possède une coupure le long de l'axe réel de zéro à l'infini, l'axe réel étant sur la moitié inférieure de la feuille ({\displaystyle \Im (t)\leq 0}).
  - Pour le cas où μ est réel et positif, nous pouvons simplement ajouter la contribution limitante du pôle :
{\displaystyle \operatorname {Li} _{s}(\mathrm {e} ^{\mu })=-{{\Gamma (1-s)} \over {2\pi \mathrm {i} }}\oint _{H}{{(-t)^{s-1}} \over {\mathrm {e} ^{t-\mu }}-1}dt+2\pi \mathrm {i} R}
où R est le résidu du pôle :
{\displaystyle R={{\Gamma (1-s)(-\mu )^{s-1}} \over {2\pi }}}
- La relation carrée est facilement vue à partir de l'équation (voir aussi Clunie 1954 et Schrödinger 1952)
{\displaystyle \operatorname {Li} _{s}(-z)+\operatorname {Li} _{s}(z)=2^{1-s}~\operatorname {Li} _{s}(z^{2})}

La fonction de Kummer obéit à une formule de duplication très similaire.

## Relation de parenté avec les autres fonctions
- Pour z = 1, le polylogarithme se réduit à la fonction zêta de Riemann

{\displaystyle \operatorname {Li} _{s}(1)=\zeta (s)\quad ({\textrm {Re}}(s)>1)}
- Le polylogarithme est relié à la fonction êta de Dirichlet et la fonction bêta de Dirichlet :

{\displaystyle \operatorname {Li} _{s}(-1)=-\eta (s)}
où η(s) est la fonction êta de Dirichlet.
Pour des arguments imaginaires purs, nous avons :
{\displaystyle \operatorname {Li} _{s}(\pm \mathrm {i} )=2^{-s}\eta (s)\pm \mathrm {i} \beta (s)}
où β(s) est la fonction bêta de Dirichlet.
- Le polylogarithme est équivalent à l'intégrale de Fermi-Dirac (GNU)

{\displaystyle F_{s}(\mu )=-\operatorname {Li} _{s+1}(-\mathrm {e} ^{\mu })\,}
- Le polylogarithme est un cas particulier de la fonction transcendante de Lerch (Erdélyi et al. 1981, § 1.11-14)

{\displaystyle \operatorname {Li} _{s}(z)=z~\Phi (z,s,1)}
- Le polylogarithme est relié à la fonction zêta de Hurwitz par la relation de Jonquière[2] (Erdélyi et al. 1981, § 1.11) :

{\displaystyle \operatorname {Li} _{s}(\mathrm {e} ^{2\pi \mathrm {i} x})+(-1)^{s}\operatorname {Li} _{s}(\mathrm {e} ^{-2\pi \mathrm {i} x})={(2\pi \mathrm {i} )^{s} \over \Gamma (s)}~\zeta \left(1-s,x\right)}
où Γ(s) est la fonction Gamma d'Euler. Ceci est valable pour {\displaystyle {\textrm {Re}}(s)>1,{\textrm {Im}}(x)\geq 0,0\leq {\textrm {Re}}(x)<1}
et aussi pour {\displaystyle {\textrm {Re}}(s)>1,{\textrm {Im}}(x)\leq 0,0<{\textrm {Re}}(x)\leq 1.}
(l'équation équivalente d'Erdélyi et al. 1981, § 1.11-16 n'est pas correcte si on suppose que les branches principales du polylogarithme et le logarithme sont utilisés simultanément).
Cette équation fournit le prolongement analytique de la représentation en série du polylogarithme au-delà de son cercle de convergence |z| = 1.
- En utilisant la relation entre la fonction zêta de Hurwitz et les polynômes de Bernoulli :

{\displaystyle \zeta (-n,x)=-{B_{n+1}(x) \over n+1}}
qui reste valable pour tous les x réels et n entier positif, il peut être remarqué que :
{\displaystyle \operatorname {Li} _{n}(\mathrm {e} ^{2\pi \mathrm {i} x})+(-1)^{n}\operatorname {Li} _{n}(\mathrm {e} ^{-2\pi \mathrm {i} x})=-{(2\pi \mathrm {i} )^{n} \over n!}B_{n}(x)}
sous les mêmes contraintes sur s et x que ci-dessus. (L'équation correspondante d'Erdélyi et al. 1981, § 1.11-18 n'est pas correcte). Pour les valeurs entières négatives du paramètre, on a pour tous les z (Erdélyi et al. 1981, § 1.11-17) :
{\displaystyle \operatorname {Li} _{-n}(z)+(-1)^{n}\operatorname {Li} _{-n}\left({\frac {1}{z}}\right)=0,\ n=1,2,3\ldots }
- Le polylogarithme avec un μ imaginaire pur peut être exprimé en termes de fonctions de Clausen Cis(θ) et Sis(θ) (Lewin 1958, ch. VII, § 1.4 et Abramowitz & Stegun, § 27.8)

{\displaystyle \operatorname {Li} _{s}(\mathrm {e} ^{\pm \mathrm {i} \theta })=\operatorname {Ci} _{s}(\theta )\pm \mathrm {i} \operatorname {Si} _{s}(\theta )}
- L'arc tangente intégral Tis(z) (Lewin 1958, ch. VII, § 1.2) peut être exprimé en termes de polylogarithmes :

{\displaystyle \operatorname {Li} _{s}(\pm iy)=2^{-s}\operatorname {Li} _{s}(-y^{2})\pm \mathrm {i} \,\operatorname {Ti} _{s}(y)}
- La fonction chi de Legendre χs(z) (Lewin 1958, ch VII, § 1.1 et Boersma et Dempsey 1992) peut être exprimée en termes de polylogarithmes :

{\displaystyle \chi _{s}(z)={1 \over 2}~[\operatorname {Li} _{s}(z)-\operatorname {Li} _{s}(-z)]}
- Le polylogarithme peut être exprimé comme une série de fonctions de Debye Zn(z) (Abramowitz & Stegun, § 27.1)

{\displaystyle \operatorname {Li} _{n}(\mathrm {e} ^{\mu })=\sum _{k=0}^{n-1}Z_{n-k}(-\mu ){\mu ^{k} \over k!}~~~~~~(n=1,2,3,\ldots )}
Une expression remarquablement similaire relie la fonction de Debye au polylogarithme :
{\displaystyle Z_{n}(\mu )=\sum _{k=0}^{n-1}\operatorname {Li} _{n-k}(\mathrm {e} ^{-\mu }){\mu ^{k} \over k!}~~~~~~(n=1,2,3,\ldots )}

## Représentations en séries
On peut représenter le polylogarithme comme une série de puissances pour μ = 0 comme suit (Robinson 1951). On considère la transformation de Mellin :
{\displaystyle M_{s}(r)=\int _{0}^{\infty }{\textrm {Li}}_{s}(f\mathrm {e} ^{-u})u^{r-1}~\mathrm {d} u={1 \over \Gamma (s)}\int _{0}^{\infty }\int _{0}^{\infty }{t^{s-1}u^{r-1} \over \mathrm {e} ^{t+u}/f-1}~\mathrm {d} t~\mathrm {d} u}
Le changement de variables t = ab, u = a(1 – b) permet à l'intégrale d'être séparée :
{\displaystyle M_{s}(r)={1 \over \Gamma (s)}\int _{0}^{1}b^{r-1}(1-b)^{s-1}~\mathrm {d} b\int _{0}^{\infty }{a^{s+r-1} \over \mathrm {e} ^{a}/f-1}~\mathrm {d} a=\Gamma (r){\textrm {Li}}_{s+r}(f)}
pour f = 1 on a, à travers la transformation inverse de Mellin :
{\displaystyle \operatorname {Li} _{s}(\mathrm {e} ^{-u})={1 \over 2\pi \mathrm {i} }\int _{c-\mathrm {i} \infty }^{c+\mathrm {i} \infty }\Gamma (r)\zeta (s+r)u^{-r}~\mathrm {d} r}
où c est une constante à droite des pôles de l'intégrande.
Le chemin d'intégration peut être converti en un contour fermé, et les pôles de l'intégrande sont ceux de Γ(r) à r = 0 , –1, –2, … et de ζ(s + r) à r = 1 – s. Sommer les résidus donne, pour {\displaystyle |\mu |<2\pi } et {\displaystyle s\neq 1,2,3,\ldots }
{\displaystyle \operatorname {Li} _{s}(\mathrm {e} ^{\mu })=\Gamma (1-s)(-\mu )^{s-1}+\sum _{k=0}^{\infty }{\zeta (s-k) \over k!}~\mu ^{k}}
Si le paramètre s est un entier positif n, ainsi que le k = n – 1e terme, la fonction gamma devient infinie, bien que leur somme ne l'est pas. Pour un entier k > 0, on a :
{\displaystyle \lim _{s\rightarrow k+1}\left[{\zeta (s-k)\mu ^{k} \over k!}+\Gamma (1-s)(-\mu )^{s-1}\right]={\mu ^{k} \over k!}\left(\sum _{m=1}^{k}{1 \over m}-\ln(-\mu )\right)}
et pour k = 0 :
{\displaystyle \lim _{s\rightarrow 1}\left[\zeta (s)+\Gamma (1-s)(-\mu )^{s-1}\right]=-\ln(-\mu )}
Ainsi, pour s = n où n est un entier positif et {\displaystyle |\mu |<2\pi }, on a :
{\displaystyle \operatorname {Li} _{n}(\mathrm {e} ^{\mu })={\mu ^{n-1} \over (n-1)!}\left(H_{n-1}-\ln(-\mu )\right)+\sum _{k=0,k\neq n-1}^{\infty }{\zeta (n-k) \over k!}~\mu ^{k},\ (n=2,3,4,\ldots )}
{\displaystyle \operatorname {Li} _{1}(\mathrm {e} ^{\mu })=-\ln(-\mu )+\sum _{k=1}^{\infty }{\zeta (1-k) \over k!}~\mu ^{k}~~~~~~~~~~(n=1)}
où Hn–1 est un nombre harmonique :
{\displaystyle H_{n-1}=\sum _{k=1}^{n-1}{1 \over k}}
Le problème des termes contient maintenant –ln(–μ) qui, lorsqu'ils sont multipliés par μk, tendront vers zéro quand μ tend vers zéro, excepté pour k = 0. Ceci reflète le fait qu'il existe une vraie singularité logarithmique en Lis(z) en s = 1 et z = 1, puisque :
{\displaystyle \lim _{\mu \rightarrow 0}\Gamma (1-s)(-\mu )^{s-1}=0~~~~~({\textrm {Re}}(s)>1)}
En utilisant la parenté entre la fonction zêta de Riemann et les nombres de Bernoulli Bk
{\displaystyle \zeta (-n)=(-1)^{n}{B_{n+1} \over n+1}~~~~~~~~~~~(n=0,1,2,3,\ldots )}
on obtient pour les valeurs entières négatives de s et {\displaystyle |\mu |<2\pi } :
{\displaystyle \operatorname {Li} _{-n}(z)={n! \over (-\mu )^{n+1}}-\sum _{k=0}^{\infty }{B_{k+n+1} \over k!~(k+n+1)}~\mu ^{k},\ (n=1,2,3,\ldots )}
puisque, excepté pour B1, tous les nombres de Bernoulli impairs sont égaux à zéro. On obtient le terme n = 0 en utilisant {\textstyle \zeta (0)=B_{1}=-{\frac {1}{2}}}. Encore, l'équation équivalent d'Erdélyi et al. 1981, § 1.11-15 n'est pas correcte si on suppose que les branches principales du polylogarithme et le logarithme sont utilisées simultanément, puisque {\textstyle \ln \left({\frac {1}{z}}\right)} n'est pas uniformément égal à –ln(z).
L'équation définie peut être étendue aux valeurs négatives du paramètre s en utilisant une intégrale sur un contour de Hankel (Wood 1992 et Gradshteyn et Ryzhik 1980) :
{\displaystyle \operatorname {Li} _{s}(\mathrm {e} ^{\mu })=-{\Gamma (1-p) \over 2\pi \mathrm {i} }\oint _{H}{(-t)^{s-1} \over \mathrm {e} ^{t-\mu }-1}dt}
où H est le contour de Hankel qui peut être modifié pour qu'il entoure les pôles de l'intégrande, à t – μ = 2kiπ, l'intégrale peut être évaluée comme la somme des résidus :
{\displaystyle \operatorname {Li} _{s}(\mathrm {e} ^{\mu })=\Gamma (1-s)\sum _{k=-\infty }^{\infty }(2k\pi \mathrm {i} -\mu )^{s-1}}
Ceci restera valable pour {\displaystyle {\textrm {Re}}(s)<0} et tous les z excepté pour z = 1.
Pour les entiers négatifs s, le polylogarithme peut être exprimé comme une série impliquent les nombres eulériens
{\displaystyle \operatorname {Li} _{-n}(z)={1 \over (1-z)^{n+1}}\sum _{i=0}^{n-1}\left\langle {n \atop i}\right\rangle z^{n-i},\ (n=1,2,3,\ldots )}
où {\displaystyle \left\langle {n \atop i}\right\rangle } sont les nombres eulériens.
Une autre formule explicite pour les entiers négatifs s est (Wood 1992) :
{\displaystyle \operatorname {Li} _{-n}(z)=\sum _{k=1}^{n+1}{(-1)^{n+k+1}(k-1)!S(n+1,k) \over (1-z)^{k}},\ (n=1,2,3,\ldots )}
où S(n , k) sont les nombres de Stirling de deuxième espèce.

## Comportement aux limites
Les limites suivantes restent valables pour le polylogarithme (Wood 1992) :
{\displaystyle \lim _{|z|\rightarrow 0}\operatorname {Li} _{s}(z)=\lim _{s\rightarrow \infty }\operatorname {Li} _{s}(z)=z}
{\displaystyle \lim _{\mathrm {Re} (\mu )\rightarrow \infty }\operatorname {Li} _{s}(\mathrm {e} ^{\mu })=-{\mu ^{s} \over \Gamma (s+1)},\ (s\neq -1,-2,-3,\ldots )}
{\displaystyle \lim _{\mathrm {Re} (\mu )\rightarrow \infty }\operatorname {Li} _{-n}(\mathrm {e} ^{\mu })=-(-1)^{n}\mathrm {e} ^{-\mu },\ (n=1,2,3,\ldots )}
{\displaystyle \lim _{|\mu |\rightarrow 0}\operatorname {Li} _{s}(\mathrm {e} ^{\mu })=\Gamma (1-s)(-\mu )^{s},\ (s<1)}

## Échelles de polylogarithmes
Leonard Lewin a découvert une remarquable généralisation d'un grand nombre de relations classiques sur les polylogarithmes pour des valeurs particulières. 
En effet, on peut prouver par dérivation les relation suivantes pour le dilogarithme :
{\displaystyle \forall x\in ]0;1[,\ L_{2}(x)+L_{2}(1-x)={\frac {\pi ^{2}}{6}}-\ln(x)\ln(1-x)} (Euler)
{\displaystyle \forall x\in [-1,{\frac {1}{2}}],\ L_{2}(x)+L_{2}\left({\frac {x}{x-1}}\right)=-{\frac {1}{2}}\ln(1-x)^{2}} (Landen)
En particulier, pour {\displaystyle x={\frac {1}{\varphi ^{2}}}}, on peut déduire :
{\displaystyle L_{2}\left({\frac {1}{\varphi }}\right)={\frac {\pi ^{2}}{10}}-\ln(\varphi )^{2},\ L_{2}\left({\frac {1}{\varphi ^{2}}}\right)={\frac {\pi ^{2}}{15}}-\ln(\varphi )^{2}}
De même, pour le trilogarithme, on a :
{\displaystyle \forall x\in [{\frac {1}{2}};1[,\ L_{3}\left(1-{\frac {1}{x}}\right)+L_{3}(x)+L_{3}(1-x)=\zeta (3)+{\frac {\pi ^{2}}{6}}\ln(x)-{\frac {1}{2}}\ln(x)^{2}\ln(1-x)+{\frac {1}{6}}\ln(x)^{3}}  (Landen)
dont on peut déduire :
{\displaystyle L_{3}\left({\frac {1}{2}}\right)={\frac {7}{8}}\zeta (3)-{\frac {\pi ^{2}}{12}}\ln(2)+{\frac {1}{6}}\ln(2)^{3}}
{\displaystyle L_{3}\left({\frac {1}{\varphi ^{2}}}\right)={\frac {4}{5}}\zeta (3)-{\frac {2\pi ^{2}}{15}}\ln(\varphi )+{\frac {2}{3}}\ln(\varphi )^{3}}
Les échelles de polylogarithmes apparaissent naturellement et profondément en K-théorie.